# Tour Macao
Le Centre de conventions et de loisirs de la Tour de Macao ou Tour de tourisme, centre de convention et de loisirs de Macao (chinois simplifié : 澳门旅游塔乐会展娱中心 ; chinois traditionnel : 澳門旅遊塔樂會展娛中心 ; pinyin : àomén lǚyóu tǎ lèhuìzhǎnyú zhōngxīn ; litt. « Tour de tourisme, centre de convention et de loisirs de Ao'men », portugais : Centro de Convenções e Entretenimento da Torre de Macau) également appelée plus brièvement tour Macao (chinois traditionnel: 澳門旅遊塔 ; portugais : Torre Panorâmica), aussi connu sous le nom de Macau Sky Tower, est une tour située à Macao, une des deux régions administratives spéciales de la République populaire de Chine. La tour mesure 338 m en hauteur, en incluant l'antenne qui mesure 115 m. La tour possède une terrasse d'observation avec une vue panoramique, des restaurants, théâtres et des boutiques. Elle propose la meilleure vue de Macao, et a été ces dernières années utilisée pour diverses activités de loisirs telle que pour le saut à l'élastique. La tour est en effet le deuxième plus haut sautoir commercial du monde après le sautoir de Stratosphere Las Vegas. La Tour a été conçue par le cabinet d'architecture néozélandais de Craig Craig Moller.
La Tour Macao est membre de la Fédération mondiale des grandes tours. En plus d'être utilisée pour l'observation et le divertissement, la tour est également utilisée pour la radiodiffusion et les télécommunications.

## Description
La Tour Macao comporte au total 61 étages, plus une antenne. De nombreux touristes se rendent à la Tour pour le panorama unique qu'elle offre sur la ville de Macao et des différentes iles qui composent la ville. Le 58e étage, ouvert au public, est un étage d'observation offrant un panorama à 360 degrés. Le 61e étage est également ouvert au public et contient quelques boutiques ainsi que les 2 activités phares de la Tour que sont le Skyjump (deuxième plus haut plongeoir commercial au monde pour le saut à l'élastique) et le Skywalk (escalade autour de la tour).
La tour Macao comprend également le plus grand magasin de jouets de Macao, un Toys “R” Us, quelques restaurants ainsi qu'une salle de cinéma et des salles de conférences.

## Histoire
Lors d'une visite à Auckland, Nouvelle-Zélande, le milliardaire Stanley Ho fut impressionné par la Sky Tower d'Auckland et commanda une tour similaire qu'il fit construire à Macao. La tour a été conçue par les firmes néo-zélandaises Beca Carter (ingénierie) et Craig Craig Moller (architecture) pour la Sociedade de Turismo e Diversões de Macau. La construction de la tour a débuté en 1998, et la tour a été officiellement inaugurée le 19 décembre 2001.

## Évènements
Le 17 décembre 2006, A. J. Hackett a battu son propre record du « plus haut saut à l'élastique d'un bâtiment » qu'il avait réalisé à la tour Eiffel.